# Barathon (Andarge)
Der Barathon ist ein kleiner Fluss in Frankreich, der im Département Nièvre in der Region Bourgogne-Franche-Comté verläuft. Er entspringt im südlichen Gemeindegebiet von Saint-Benin-d’Azy, entwässert im Oberlauf unter dem Namen Ruisseau de Lavault generell Richtung Südost und mündet nach rund 15 Kilometern an der Gemeindegrenze von Diennes-Aubigny und Champvert als rechter Nebenfluss in die Andarge.

## Orte am Fluss
(Reihenfolge in Fließrichtung)
- Montgoublin, Gemeinde Saint-Benin-d’Azy
- La Tuilerie, Gemeinde Ville-Langy
- Thianges
- Domaine Picard, Gemeinde Champvert